# 船戸山
船戸山（ふなとやま）は、新潟県新潟市江南区の町字。現行行政地名は船戸山一丁目から船戸山五丁目と大字船戸山。住居表示は一丁目から五丁目が実施済み区域、大字が未実施区域。郵便番号は950-0153。

## 概要
1889年（明治22年）から現在の大字。及び1970年（昭和45年）から現在の町名。信濃川水系小阿賀野川下流域右岸、亀田排水路流域に位置する。
もとは江戸時代から1889年（明治22年）まであった船戸山新田の区域の一部で、当初は「船戸」と称したといわれる。「船戸」は「船渡」の改名で、船着き場の意。

### 隣接する町字
北から東回り順に、以下の町字と隣接する。
- 西町
- 亀田本町
- 元町
- 荻曽根
- 亀田四ッ興野
- 亀田緑町

## 歴史
開発は1629年（寛永6年）。

### 分立した町字
1889年（明治22年）以後に、以下の町字が分立。
亀田緑町（かめだみどりちょう）
1982年（昭和57年）に分立した町字。

### 年表
- 1889年（明治22年）4月1日 : 合併により亀田町の大字となり、大字船戸山新田と称する。
- 1921年（大正10年） : 船戸山に改称する。
- 2005年（平成17年）3月21日 : 合併により新潟市の大字となる。
- 2007年（平成19年）4月1日 : 新潟市の政令指定都市移行により、江南区の大字となる。

## 世帯数と人口
2018年（平成30年）1月31日現在の世帯数と人口は以下の通りである。
| 丁目         | 世帯数  | 人口    |
| ------------ | ------- | ------- |
| 船戸山一丁目 | 62世帯  | 194人   |
| 船戸山二丁目 | 89世帯  | 194人   |
| 船戸山三丁目 | 155世帯 | 394人   |
| 船戸山四丁目 | 152世帯 | 391人   |
| 船戸山五丁目 | 94世帯  | 247人   |
| 計           | 552世帯 | 1,420人 |

## 小・中学校の学区
市立小・中学校に通う場合、学区は以下の通りとなる。
| 大字・丁目   | 番地 | 小学校               | 中学校               |
| ------------ | --- | -------------------- | -------------------- |
| 船戸山       | 全域 | 新潟市立亀田西小学校 | 新潟市立亀田西中学校 |
| 船戸山一丁目 | 全域 | 新潟市立亀田西小学校 | 新潟市立亀田西中学校 |
| 船戸山二丁目 | 1番19号・23～26号 1番31号・34号・39号 2〜3番 5番1号・34〜35号 5番50〜51号                                                                  | 新潟市立亀田西小学校 | 新潟市立亀田西中学校 |
| 船戸山二丁目 | 1番2号・4～6号 1番8〜9号・11号～13号 1番15～17号・43～45号 1番48号、4番 5番4号・8号・10号 5番14号・18～21号 5番24～26号・29号 5番33号、6番 | 新潟市立亀田小学校   | 新潟市立亀田中学校   |
| 船戸山三丁目 | 全域 | 新潟市立亀田西小学校 | 新潟市立亀田西中学校 |
| 船戸山四丁目 | 全域 | 新潟市立亀田小学校   | 新潟市立亀田中学校   |
| 船戸山五丁目 | 全域 | 新潟市立亀田西小学校 | 新潟市立亀田西中学校 |

## 交通

### 道路
- 新潟県道220号白根亀田線